# Autodoc
Autodoc SE to firma e-commerce zajmująca się sprzedażą części samochodowych i pokrewnych produktów w 27 krajach europejskich. Jej głównymi odbiorcami są klienci indywidualni i mniejsze warsztaty. W Polsce AUTODOC jest reprezentowana przez spółkę zależną AUTODOC Logistics sp. z o.o. z siedzibą w Szczecinie.

## Historia
Firma AUTODOC została założona w 2008 roku jako E&S Pkwteile GmbH przez Alexeja Erdle, Maxa Wegnera i Vitalija Kungela. We pierwszych latach działalności firma mieściła się w Berlinie-Weißensee. Od 2010 r. jej biuro i zaplecze logistyczne znajdują się w Berlinie-Lichtenbergu. Ekspansja na rynki w Austrii i Szwajcarii rozpoczęła się w 2011 r., a w 2012 r. firma weszła na rynki w Wielkiej Brytanii, Francji, Włoszech i Hiszpanii.
W 2015 roku firma zmieniła nazwę na AUTODOC GmbH. Do 2016 r. jej roczne przychody przekroczyły 100 mln euro, a w 2017 r. przekroczyły 250 mln euro. W 2018 r. firma Autodoc rozszerzyła swoją ofertę o części zamienne do samochodów ciężarowych i innych pojazdów użytkowych. W 2021 r. roczne przychody firmy przekroczyły 1 mld euro.
W 2018 r. na podstawie osiąganych przychodów spółka została uznana przez Financial Times za jedną z najszybciej rozwijających się firm w Europie. Od czerwca 2019 r. AUTODOC posiada przedstawicielstwo w berlińskiej dzielnicy Kurfürstendamm, ale jego siedziba główna pozostaje w Berlinie-Lichtenbergu. Największe centrum logistyczne firmy znajduje się w Szczecinie, w Polsce. Zostało ono otwarte w 2018 r., a we wrześniu 2020 r. zostało rozbudowane o półautomatyczne centrum dystrybucyjne.
W grudniu 2022 r. zakończono budowę nowego centrum logistycznego w Polsce, zapewniając dodatkowe 40 000 metrów kwadratowych powierzchni magazynowej. AUTODOC zatrudnia obecnie w Szczecinie niemal 2000 osób.
We wrześniu 2021 r. AUTODOC zmienił formę prawną z GmbH na spółkę akcyjną. Od listopada 2022 r. firma działa jako AUTODOC SE (Societas Europaea). AUTODOC posiada swoje oddziały w Niemczech, Polsce, Czechach, Ukrainie, Hiszpanii, Mołdawii, Francji i Portugalii.

## Informacje ogólne
Gama produktów firmy obejmuje około 4,8 miliona części zamiennych do samochodów osobowych, ciężarowych i motocykli z segmentu silników, podwozi, oświetlenia, elektryki, wentylacji i opon.
W 2018 roku Autodoc był oficjalnym partnerem ADAC Rally Masters. W 2019 r. Autodoc był oficjalnym partnerem Rajdowych Mistrzostw Świata FIA (WRC) i sponsorem wszystkich europejskich rund.
W tym samym roku AUTODOC uruchomił platformę internetową AUTODOC CLUB, a w 2020 r. wydał aplikację AUTODOC CLUB na iOS i Androida oraz program AUTODOC PLUS.